# خواهر (فیلم ۲۰۱۸)
خواهر (به انگلیسی: Sister) یک فیلم پویانمایی استاپ موشن محصول ۲۰۱۸ به کارگردانی سیکی سانگ در طول تحصیل در برنامه انیمیشن تجربی CalArts به عنوان فیلم فارغ‌التحصیلی او است. در ژانویه ۲۰۲۰، نامزد نود و دومین دوره جوایز اسکار برای جایزه اسکار بهترین پویانمایی کوتاه شد.

## داستان
مردی به خاطرات کودکی خود از بزرگ شدن با یک خواهر کوچک مزاحم در چین در دهه ۱۹۹۰ فکر می کند. اگر اوضاع متفاوت باشد، زندگی او چگونه خواهد بود؟